# Anar Aliyev
Anar Aliyev (en Azerbaïdjanais: Anar Vaqif oğlu Əliyev) était un officier de l'armée azerbaïdjanaise, lieutenant-colonel servant dans les forces spéciales de la garnison de Nakhitchevan, qui fait partie des forces armées azerbaïdjanaises. Il avait participé à la guerre du Haut-Karabakh de 2020, au cours de laquelle il avait été tué. Il avait reçu le titre de héros de la guerre patriotique pour son service pendant la guerre.

## Biographie
Aliyev est né le 28 août 1980 à Boyagli, district de Kalbajar de la République socialiste soviétique d'Azerbaïdjan. 
Anar Aliyev a commencé sa carrière militaire en 1997. Il était lieutenant-colonel servant dans les forces spéciales de la garnison de Nakhitchevan, qui fait partie des forces armées azerbaïdjanaises. Aliyev a suivi des cours militaires approfondis en Suisse, en Slovénie, en Jordanie, en Roumanie, en Hongrie, en République tchèque, en Turquie et plus récemment au Pakistan.
Anar Aliyev a participé à la guerre du Haut-Karabakh de 2020, qui a débuté le 27 septembre. Participant à la campagne de la vallée d'Araxe, il a combattu dans les offensives à Jabrayil, Gubadli et Zangilan. Après que les forces azerbaïdjanaises ont pris le contrôle de la ville de Zangilan, il a fait un reportage vidéo au président azerbaïdjanais, Ilham Aliyev. Il a également participé à la bataille de Hadrout. Ensuite, le 21 octobre, se dirigeant vers Choucha, Aliyev, qui a été blessé à l'œil, s'est heurté aux troupes arméniennes en hauteur dans le district de Khojavend. Aliyev y a été tué, mais ses troupes ont gardé le contrôle de la hauteur.

## Vie privée
Anar Aliyev était marié et avait deux enfants. Il parlait couramment cinq langues.

## Prix
- Médaille de distinction pour le service militaire, par décret du président azerbaïdjanais d'alors, Heydar Aliyev.
- Médaille du service irréprochable, par décret du président Aliyev.
- Médaille du 10e anniversaire des forces armées de la République d'Azerbaïdjan (1991–2001), reçu le 25 juin 2001 par décret du président Aliyev.
- Médaille du 90e anniversaire des forces armées d'Azerbaïdjan (1918–2008) le 25 juin 2008, par décret du président azerbaïdjanais Ilham Aliyev.
- Médaille du 95e anniversaire des forces armées d'Azerbaïdjan (1918–2013) le 25 juin 2013, par décret du président Aliyev.
- Médaille du 100e anniversaire des forces armées d'Azerbaïdjan (1918-2018) le 25 juin 2018, par décret du président Aliyev.
- Titre de héros de la guerre patriotique reçu le 9 décembre 2020, par décret du président Aliyev.
- Médaille Pour la patrie pour la deuxième fois reçu le 15 décembre 2020, par décret du président Aliyev[5].
- Médaille pour la libération de Choucha reçu le 29 décembre 2020, par décret du président Aliyev[6].